# ふくろうエフエム
株式会社ふくろうエフエムは、千葉県八千代市の一部地域を放送対象地域として超短波放送（FM放送）を行う特定地上基幹放送事業者である。
FMふくろうの愛称でコミュニティ放送を行っている。

## 概要
千葉県で6番目に開局したコミュニティ放送局である。八千代市で中古自動車販売店や飲食店を経営する谷口幸一が設立。代表取締役に就任した。資金調達が危ぶまれたが、予備免許取得後にクラウドファンディングを実施、開局に至った。谷口はマスメディア集中排除原則にいう支配関係にある。
社名及び愛称は鳥のフクロウに加え、八千代市を横断する国道296号にちなむ。
本社・演奏所（スタジオ）・送信所は八千代市緑が丘の秋葉緑が丘ビルにあり、特定地上基幹放送局の呼出符号はJOZZ3CH-FM、呼出名称はふくろうエフエム、周波数85.8MHz、空中線電力20Wで送信している。放送区域は八千代市の一部地域。インターネット配信はJCBAインターネットサイマルラジオによる。
放送エリアは八千代市、及び隣接市の一部と称している。日中および自社制作番組以外はミュージックバードの番組を放送する。
なお、本社・演奏所が入居する秋葉緑が丘ビルは、国際ラジオ放送（ラジオ成田、2014年開局）の親会社であった秋葉牧場のテナントビルである。同局とはかつて人的交流があった。

## 沿革
- 2016年（平成28年）
  - 3月1日 - 株式会社ふくろうエフエム設立[6]
  - 9月20日 - 特定地上基幹放送局の予備免許取得[1]
- 2017年（平成29年）
  - 8月14日 - 試験放送開始
  - 9月15日 - 特定地上基幹放送局の免許取得[9]
  - 9月17日 - 開局[9]、13時より本放送を開始[6]
  - 9月19日 - 日本コミュニティ放送協会に加盟[10]
  - 11月1日 - JCBAインターネットサイマルラジオによるインターネット配信を開始[11]

## 主な番組
生放送
- 八千代市生活情報生放送番組・バラ色ランチ（平日 12:00 - 13:00）（ふくローズstudio[12]で、公開生放送。
- 地域福祉を応援するADHOC（平日 14:00 - 15:00）（ふくローズstudioで公開生放送）
- キャスティングリレー（平日 15:00 - 17:00）
- BEAKのドタバタ8ビート!!（第2・4土曜 21:00 - 22:00）
- 青花のひみつきち（第1木曜 22:00 - 22:59）
- きらめきトキメキ教えてラジオ!（第4土曜 10:30 - 10:59）

収録
- ふくろうキッズ放送局（水曜 8:00 - 8:29、再放送：水曜 18:00 - 18:29、土曜日 14:00 - 14:29、日曜 8:00 - 8:29、18:00 - 18:29）
- あややのAyaジオ（月曜　23:00 - 23:10）
- Find Rons week!!（火曜　23:00 - 23:10）
- ぼんくらランナーのつぶやき（水曜　23:00 - 23:10）
- ポチ造先生の孤独の授業（火曜 23:50 - 24:00）
- スマカノラジオ（水曜 23:50 - 24:00）
- オタクDJみーのアニオタカンパニー（第2・4木曜　22:30 - 22:59）
- 羊が眠ル夜に”の平日最後の10分間（金曜 23:50 - 24:00）
- YAMADAMINのエナジーダストシューター!!（金曜　23:00 - 23:10）
- 星降る音楽館（月曜 25:00 - 25:30）
- ちょっといい場所でJAZZ（音楽）を聴いてみませんか（土曜 22:00 - 22:30） - ラジオ成田制作